# Liste der Kulturgüter in Bellikon
Die Liste der Kulturgüter in Bellikon enthält alle Objekte in der Gemeinde Bellikon im Schweizer Kanton Aargau, die gemäss der Haager Konvention zum Schutz von Kulturgut bei bewaffneten Konflikten, dem Bundesgesetz vom 20. Juni 2014 über den Schutz der Kulturgüter bei bewaffneten Konflikten sowie der Verordnung vom 29. Oktober 2014 über den Schutz der Kulturgüter bei bewaffneten Konflikten unter Schutz stehen.
Objekte der Kategorie A sind im Gemeindegebiet nicht ausgewiesen, Objekte der Kategorie B sind vollständig in der Liste enthalten, Objekte der Kategorie C fehlen zurzeit (Stand: 1. Januar 2023). Unter übrige Baudenkmäler sind weitere geschützte Objekte zu finden, die in der Bau- und Nutzungsordnung der Gemeinde verzeichnet und nicht bereits in der Liste der Kulturgüter enthalten sind.

## Kulturgüter
| Foto |                                                             | Objekt                                        | Kat. | Typ | Standort                              | Beschreibung |
| ---- | ----------------------------------------------------------- | --------------------------------------------- | ---- | --- | ------------------------------------- | --- |
| ja   | Datei hochladen · Wikidata zu Schloss (Q2240231)            | Schloss KGS-Nr.: 15199                        | B    | G   | Badenerstrasse 11 668266 / 249210     | Viergeschossiges, schlossähnliches Gebäude im gotischen Stil, entstanden um 1500. An der Südseite angebauter kreisrunder Treppenturm. Über eine Loggia mit der Schlosskapelle aus dem Jahr 1676 verbunden. |
| BW   | Datei hochladen · Wikidata zu Römischer Gutshof (Q17041694) | Römischer Gutshof (Herrenhaus) KGS-Nr.: 15200 | B    | F   | Hasenberg, Im Heiggel 668611 / 247985 | Fundstelle einer römischen Villa rustica, vermutlich um die Mitte des 1. Jahrhunderts erbaut. 1934 entdeckt und 1941 unter der Leitung von Walter Drack ausgegraben.                                       |

## Übrige Baudenkmäler
| ID   | Foto |                 | Objekt                     | Typ | Standort                                                                   | Beschreibung |
| ---- | ---- | --------------- | -------------------------- | --- | -------------------------------------------------------------------------- | ------------ |
| 10   | BW   | Datei hochladen | Wirtschaftsgebäude         | G   | Badenerstrasse 10 668322 / 249226                                          |              |
| 26   | BW   | Datei hochladen | Speicher                   | G   | Schlossweg 5 668246 / 249147                                               |              |
| 32   | BW   | Datei hochladen | Wohnhaus                   | G   | Dorfstrasse 2 668364 / 249085                                              |              |
| 45   | BW   | Datei hochladen | Bauernhaus                 | G   | Dorfstrasse 14, Paradiesstrasse 2a und 2 668471 / 249169                   |              |
| 50   | BW   | Datei hochladen | Bauernhaus                 | G   | Dorfstrasse 17 668452 / 249195                                             |              |
| 59   | BW   | Datei hochladen | Wohnhaus                   | G   | Schützenstrasse 1 668514 / 249287                                          |              |
| 97   | BW   | Datei hochladen | Gärtnerhaus                | G   | Badenerstrasse 23 668166 / 249307                                          |              |
| 912A | BW   | Datei hochladen | Gedenkstein, 1940/41       | K   | Hasenbergstrasse, Neuhof 669455 / 248319                                   |              |
| 912B | ja   | Datei hochladen | Gedenkstein, 1940          | K   | Hasenbergstrasse, Grenze Widen 669646 / 248135                             |              |
| 912C | ja   | Datei hochladen | Gedenkstein                | K   | Heinihalde, Dreispitz 669525 / 248962                                      |              |
| 914A | BW   | Datei hochladen | Friedhofskreuz, 1855       | K   | Friedhof 668453 / 249388                                                   |              |
| 914B | BW   | Datei hochladen | Wegkreuz, 1874 oder 1854   | K   | Badenerstrasse, nördlich der Schlosskapelle 668275 / 249271                |              |
| 914C | BW   | Datei hochladen | Wegkreuz aus Stein, 19 Jh. | K   | Hinterzelg, Badenerstrasse 667647 / 250307                                 |              |
| 914D | BW   | Datei hochladen | Wegkreuz aus Stein, 1951   | K   | Polenstrasse / Hasenbergstrasse 668864 / 248466                            |              |
| 914E | BW   | Datei hochladen | Wegkreuz, 1931             | K   | Hauserstrasse 668468 / 249660                                              |              |
|      | ja   | Datei hochladen | Höhenstein, 787 m.ü.M.     | K   | Tannschachen (Nähe Waldhütte); höchster Punkt von Bellikon 669659 / 249380 |              |
|      | BW   | Datei hochladen | Wegkreuz aus Stein, 2001   | K   | Egelseestrasse 668565 / 250052                                             |              |

Legende: Siehe Legende der Liste der Kulturgüter von nationaler und regionaler Bedeutung. Anstelle der KGS-Nummer wird als Objekt-Identifikator (ID) die Inventar- oder Gebäudenummer in der Bau- und Nutzungsordnung der Gemeinde verwendet.